# Унтеррабніц-Швендграбен
Унтеррабніц-Швендграбен (нім. Unterrabnitz-Schwendgraben) — громада округу Оберпуллендорф у землі Бургенланд, Австрія.
Унтеррабніц-Швендграбен лежить на висоті   м над рівнем моря і займає площу  13,9 км². Громада налічує 650 мешканців. 
Густота населення 47/км².  
|                                                  |
| Унтеррабніц-Швендграбен на мапі округу та землі. |

 Адреса управління громади: 7371 Unterrabnitz-Schwendgraben. 

## Демографія
Історична динаміка населення міста за даними сайту Statistik Austria

## Виноски
1. ↑  Dauersiedlungsraum der Gemeinden Politischen Bezirke und Bundesländer - Gebietsstand 1.1.2018 — Статистичне управління Австрії.
2. ↑  Einwohnerzahl 1.1.2018 nach Gemeinden mit Status, Gebietsstand 1.1.2018 — Статистичне управління Австрії.
3. ↑   www.unterrabnitz.at
4. ↑  Gemeindedaten von Unterrabnitz-Schwendgraben

| Австрія | Це незавершена стаття з географії Австрії. Ви можете допомогти проєкту, виправивши або дописавши її. |